# Lijst van PlayStation VR-spellen
Dit is een lijst van spellen die te spelen zijn of ondersteuning krijgen van de PlayStation VR op de PlayStation 4. Zowel uitgebrachte en onuitgebrachte spellen staan hier op alfabetische volgorde:

## 0-9
- 100ft Robot Golf
- 18 Floors
- 2MD: VR Football

## A
- Accounting+
- Ace Banana
- Along Together
- Alvo
- The American Dream
- Ancient Amuletor
- Animal Force
- The Apollo 11: VR Experience
- Apex Construct
- Archangel
- Arizona Sunshine
- Ark Park
- The Assembly
- Astro Bot Rescue Mission
- Atomic Ghost Fleet
- ATV Drift & Tricks
- Audio Beats

## B
- Bandit Six: Combined Arms
- Baskhead Training
- Batman: Arkham VR
- Battlezone
- Blind
- Blasters of the Universe
- Bloody Zombies
- Blood & Truth
- Bound
- Bow to Blood
- Bravo Team
- The Brookhaven Experiment

## C
- Carnival Games VR
- CastleStorm VR
- Catlateral Damage
- Chernobyl VR Project
- Chess Ultra
- ChromaGun
- Cocos: Shark Island
- Code51:Mecha Arena
- Cold Iron
- CoolPaintrVR
- Crisis on the Planet of the Apes
- Crystal Rift
- Ctrl
- Cyber Danganronpa VR: The Class Trial

## D
- Dark Legion
- Darknet
- David Attenborough's First Life VR
- Dead Secret
- Detached
- Dexed
- Digital Domain's Monkey King
- Dick Wilde
- Dino Frontier
- Dirt Rally
- Discovery
- Domino Craft VR
- Don't Knock Twice
- Doom VFR
- Dreamworks Voltron VR Chronicles
- Dream Match Tennis VR
- Dreams
- Driveclub VR
- Drunkn Bar Fight
- DWVR
- Dying: Reborn

## E
- Eagle Flight
- Eden Tomorrow
- Electronauts
- End Space
- End of the Beginning
- The Elder Scrolls V: Skyrim
- Esper
- Everest VR
- The Exorcist: Legion VR
- Eve: Gunjack
- Eve: Valkyrie

## F
- Fantastic Contraption
- Farpoint
- Fated: The Silent Oath
- Filthy Lucre
- Firewall: Zero Hour
- Football Nation VR Tournament 2018
- Fruit Ninja VR

## G
- Ghostbusters is Hiring: Firehouse
- Ghostbusters is Hiring: Showdown
- GNOG
- Golem
- Gran Turismo Sport

## H
- Happy Drummer
- Harmonix Music VR
- Hatsune Miku: Project DIVA X
- Headmaster
- Here They Lie
- HeroCade
- Hex Tunnel
- HoloBall
- Homestar VR
- Honor and Duty: Arcade Edition
- How We Soar
- Hustle Kings VR
- Hyper Void: VR Levels

## I
- The Idolmaster Cinderella Girls
- I Expect You To Die
- Infinite Minigolf
- The Inpatient
- The Invisible Hours
- Island Time VR

## J
- Job Simulator
- Just In Time Incorporated
- Justice League VR: The Complete Experience

## K
- Keep Talking and Nobody Explodes
- Killing Floor: Incursion
- Kismet
- Knockout League
- Kona VR
- Konrad the Kitten
- Korix

## L
- The Last Guardian VR
- League of War: VR Arena
- Lethal VR
- Light Tracer
- Loading Human
- The Lost Bear

## M
- Manifest 99
- The Martian: VR Experience
- Megadimension Neptune VIIR
- Megalith
- Megaton Rainfall
- Mervils: A VR Adventure
- Monster of the Deep: Final Fantasy XV
- Moss
- Moto Racer 4
- Mortal Blitz VR

## N
- NBA 2K: VR Experience
- No Heroes Allowed! VR

## O
- O! My Genesis VR
- Obduction
- ONE PIECE Grand Cruise
- Operation Warcade
- Out of Ammo

## P
- Paranormal Activity: The Lost Soul
- Perfect
- The Perfect Sniper
- The Persistence
- Pierhead Arcade
- Pinball FX2 VR
- Pirate Flight
- Pixel Gear
- PixelJunk VR Dead Hungry
- PlayStation VR Worlds
- Polybius
- Preta: Vendetta Rising
- Proton Pulse Plus
- Psychonauts in the Rhombus of Ruin

## Q
- Q.U.B.E. 2

## R
- Race the Sun
- Radial-G: Racing Revolved
- Ranch Planet
- Rangi
- Raw Data
- Redout: Lightspeed edition
- Resident Evil 7: Biohazard
- Rez Infinite
- Rick and Morty: Virtual Rick-ality
- RIGS: Mechanized Combat League
- Rise of the Tomb Raider: Blood Ties
- Robinson: The Journey
- Rogue One: X-Wing VR Mission
- RollerCoaster Legends
- RollerCoaster Legends II: Thor's Hammer
- Rollercoaster Dreams

## S
- Sairento VR
- Salary Man Escape
- SculptrVR
- Sea of memories
- Seeking Dawn
- Shooty Fruity
- Smashbox Arena
- Sneaky Bears
- The Solus Project
- Soul Dimension
- Space Rift
- Sparc
- Special Delivery
- Sports Bar VR
- Sprint Vector
- StarBlood Arena
- StarDrone
- Starship Disco
- Star Trek: Bridge Crew
- Statik
- Stifled
- Stunt Kite Masters VR
- Superhot VR
- SuperHyperCube
- Super Stardust Ultra VR
- Surgeon Simulator: ER
- Symphony of the Machine
- Syndrome

## T
- Tekken 7
- Tethered
- Theseus
- Thumper
- Time Carnage
- Time Machine VR
- Tiny Trax
- To the top
- Torn
- Track Lab
- TrackMania Turbo: VR Levels
- Transference
- Touhou Kobuto V: Burst Battle
- Tumble VR

## U
- Until Dawn: Rush of Blood
- Unearthing Mars
- Ultrawings

## V
- Vacation Simulator
- VEV: Viva Ex Vivo
- Virry VR: Feel the wild
- Virry VR: Wild Encounters
- The Virtual Orchestra
- Volume: Coda
- VR The Diner Duo
- VR Invaders - Complete Edition
- VR Karts
- VR Ping Pong
- VRFC Virtual Reality Football Club
- VRobot
- VRog
- VROOM KABOOM

## W
- Waddle Home
- The Walker
- Wayward Sky
- Weeping Doll
- Werewolves Within
- Windlands
- Wipeout Omega Collection

## X Y Z
- Xing: The Land Beyond
- Zone of the Enders: The 2nd Runner MARS